# 1170
Cette page concerne l'année 1170  du calendrier julien.
L'année 1170 est une année commune qui commence un jeudi.

## Événements
- 29 juin : tremblement de terre en Syrie[1].

- 12 décembre - 21 décembre : Saladin, en même temps qu’il attaque les forteresses de Daroum et de Gaza[2], à la frontière du royaume de Jérusalem, assiège et prend le port d’Ayla sur la mer Rouge par une double offensive par terre et par mer[3].
- 20 décembre : assassinat d’Al-Mustanjid[4]. Début du règne d’Al-Mustadhi (1142 - 1180), calife ‘abbasside de Bagdad.

- Une faction militaire, dirigée par le général Jeong Jung-bu, s’empare du pouvoir en Corée et interdit le bouddhisme : les militaires, irrités par la discrimination dont ils souffrent, chassent les officiels civils[5]. Les rois du Koryŏ perdent leur autorité, ce qui entraîne une période de conflit intérieur.
- Assassinat de Narathu. Début du règne de son fils Naratheinkha, roi de Pagan (fin en 1173)[6].

### Europe

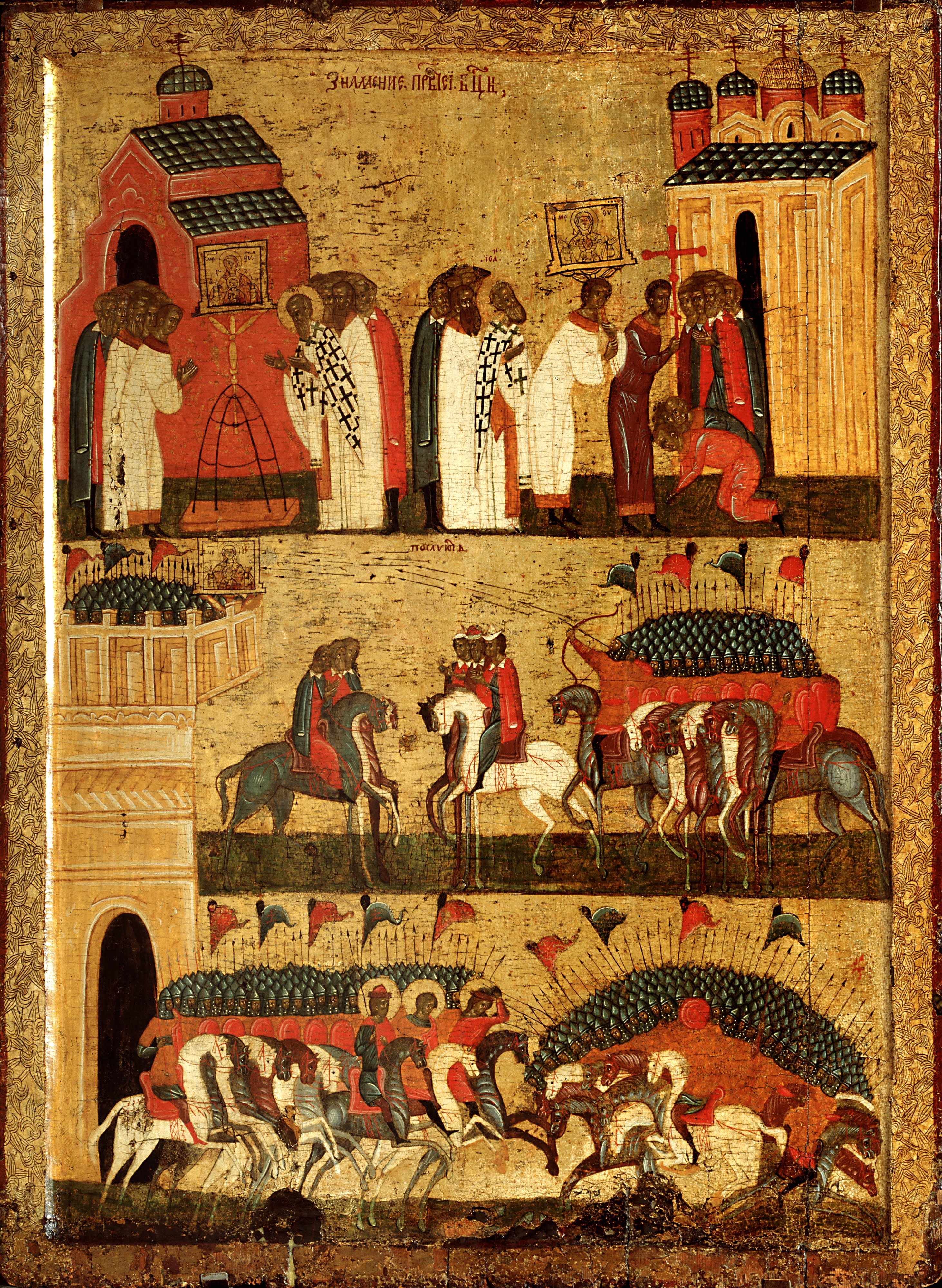
Le prince de Souzdal Andreï Bogolioubski assiège Novgorod, mais est repoussé selon la légende grâce à l’intercession de l’icône de « Notre-Dame du Signe ».

- 25 février, Russie : défaite des Souzdaliens devant Novgorod[7].

- 27 mars[8] : bulle Non est dubium[9]. La Ligue lombarde fait alliance avec le pape Alexandre III.
- 29 mars : le pape Alexandre III écrit à l’archevêque de Reims Henri Ier de France, frère du roi de France Louis VII, pour le prier de protéger les religieux de l’abbaye Saint-Corneille de Compiègne contre les empiètements de leurs ennemis, les bourgeois de Compiègne, l’abbé de Saint-Memmie de Châlons et enfin le seigneur de la Tournelle en les menaçant d'excommunication[10].

- 22 avril : Manuel Comnène concède le quartier du Coparion aux Génois, sur la Corne d’Or à Constantinople[11]. Les privilèges commerciaux de Pise et de Gênes sont renouvelés dans l’empire byzantin[12]. Peu après, les Vénitiens pillent le quartier génois. Manuel Comnène les somme d’indemniser les Génois, et devant leur refus, fait geler tous leurs avoirs. Le doge ordonne en représailles à ses compatriotes de quitter Constantinople et la rupture des relations commerciales. Manuel Comnène envoie une ambassade à Venise pour présenter des excuses et le doge annule son décret, mais le 12 mars 1171, Manuel Comnène fait arrêter tous les ressortissants vénitiens de l’empire[13].
- 30 avril : Marie de Béarn fait hommage à Jaca au roi Alphonse II d’Aragon ce qui provoque la révolte des Béarnais qui se choisissent un nouveau seigneur originaire du Bigorre[14].

- 4 juin : traité de Sahagún entre Alphonse VIII et Alphonse II d’Aragon[15].

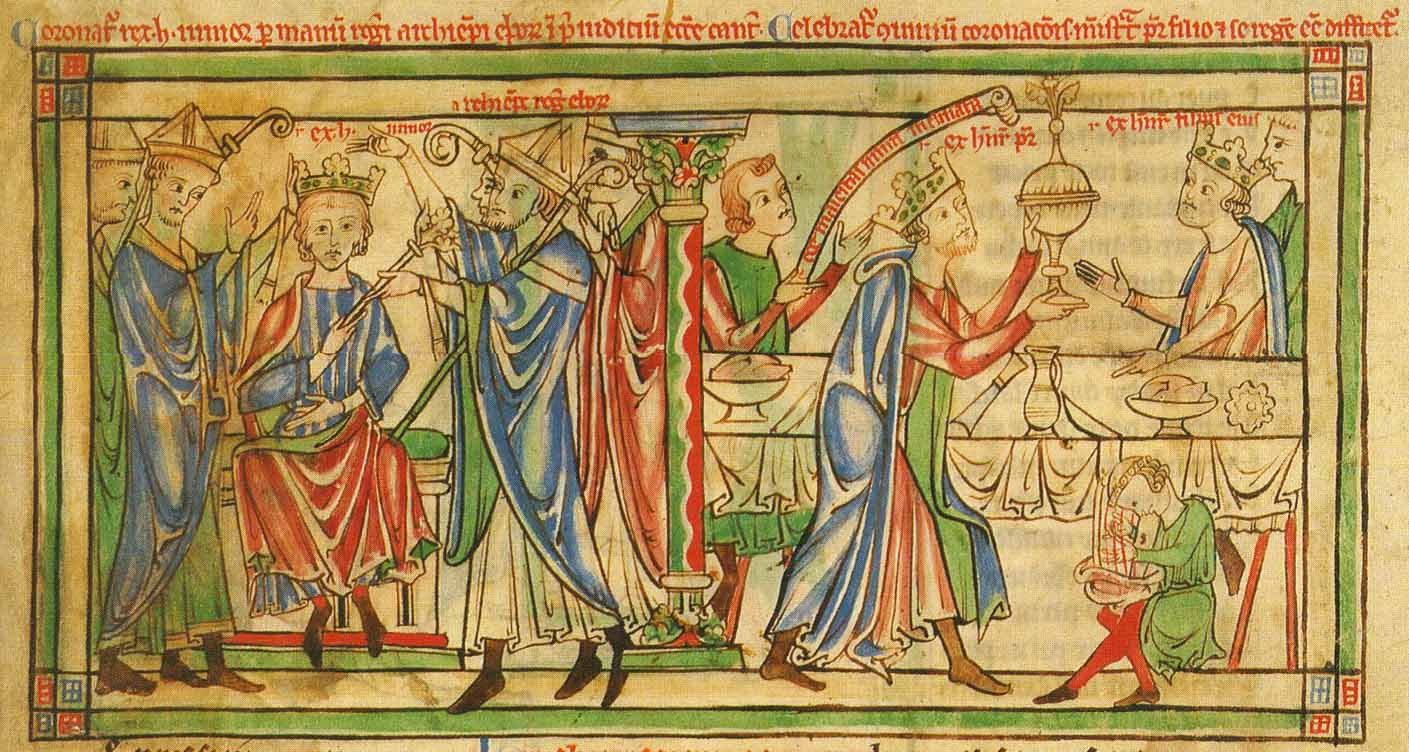
14 juin : couronnement d’Henri le Jeune. La vie de Seint Thomas de Cantorbéry, manuscrit français vers 1220-1240.

- 14 juin : Henri le Jeune est sacré roi d’Angleterre à 15 ans, à Westminster par Roger de Pont-l’Évêque, archevêque d’York. Il ne règne pas effectivement (mort en 1183). Thomas Becket, archevêque de Cantorbéry et primat d’Angleterre, seul habilité à sacrer le roi, trouve là matière à excommunier les évêques ayant consenti à célébrer cette cérémonie[16]. Ce prétexte sera utilisé pour justifier l’assassinat de Becket.
- 25 juin : pour assurer sa succession, le roi Valdemar Ier de Danemark intronise de son vivant son fils Knud. Il est sacré rex junior à Ringsted[17].

- 22 juillet : conférence de Fréteval entre les rois Henri II d’Angleterre et Louis VII de France ; le roi d’Angleterre semble se réconcilier avec Thomas Becket à Fréteval[18].

- 1er août : création de l’ordre de Saint-Jacques, chargé de la défense de la ville de Cáceres, en Espagne[19].
- 1er-2 novembre : l’inondation de la Toussaint ravage le Kennemerland aux Pays-Bas[20].
- 27 novembre : l’archevêque Jean de Novgorod (Ilya) établit un jour de fête solennelle pour Novgorod, le Signe de la Très Sainte Mère de Dieu : début du culte de la Vierge du Signe en Russie (Znamenie)[21].
- 28 novembre : Owain Gwynedd, qui avait uni une bonne partie du pays de Galles, meurt et ses fils se divisent le royaume[22].
- 2 décembre : Thomas Becket reprend possession de l’archevêché de Cantorbéry[16].
- 29 décembre : l’archevêque de Cantorbéry, Thomas Becket qui résiste à la constitution de Clarendon est assassiné sur ordre d’Henri II d’Angleterre, qu’il avait excommunié, par quatre chevaliers, dans sa propre église[16].

- La république de Venise, qui ne peut accepter la domination byzantine en Dalmatie, envoie une flotte contre Zara, qui se soumet, alors que les troupes de Manuel Ier Comnène attaquent Étienne devant Spalato[23].
- Fondation du diocèse de Växjö, dans le Småland (Suède)[24].